# Баррига, Марк
Марк Энтони Баррига (исп. Mark Anthony Barriga; род. 11 июня 1993, Панабо, Давао) — филиппинский боксёр, представитель минимальной и первой наилегчайшей весовых категорий. Выступал за национальную сборную Филиппин по боксу в первой половине 2010-х годов, бронзовый призёр Азиатских игр, чемпион Игр Юго-Восточной Азии, победитель и призёр многих турниров международного значения, участник летних Олимпийских игр в Лондоне. С 2016 года боксирует на профессиональном уровне, был претендентом на титул чемпиона мира по версии IBF.

## Биография
Марк Баррига родился 11 июня 1993 года в городе Панабо провинции Себу, Филиппины.
Заниматься боксом начал в возрасте 10 лет по наставлению отца. Одновременно со спортивной карьерой изучал предпринимательское дело местном колледже.

### Любительская карьера
Впервые заявил о себе в боксе на международном уровне в 2010 году, выступив на чемпионате мира среди юниоров в Баку.
В 2011 году вошёл в основной состав филиппинской национальной сборной, одержал победу на Мемориале Сиднея Джексона в Ташкенте, боксировал на Играх Юго-Восточной Азии в Палембанге и на взрослом мировом первенстве в Баку, где в 1/8 финала первой наилегчайшей весовой категории был остановлен китайцем Цзоу Шимином.
Благодаря успешному выступлению на мировом первенстве удостоился права защищать честь страны на летних Олимпийских играх 2012 года в Лондоне. В категории до 49 кг благополучно прошёл первого соперника по турнирной сетке, тогда как во втором бою в 1/8 финала со счётом 16:17 потерпел поражение от казаха Биржана Жакыпова.
После лондонской Олимпиады Баррига ещё в течение некоторого времени оставался в составе боксёрской команды Филиппин и продолжал принимать участие в крупнейших международных турнирах. Так, в 2013 году он победил на Играх Юго-Восточной Азии Нейпьидо, выступил на чемпионате мира в Алма-Ате, где в 1/16 финала первого наилегчайшего веса проиграл кубинцу Йосвани Вейтия. В это время также представлял команду «Итальянский гром» в матчевых встречах полупрофессиональной лиги World Series of Boxing, в частности выиграл здесь у таких известных боксёров как Люй Бинь и Леандро Бланк.
В 2014 году дошёл до четвертьфинала на Открытом чемпионате Китая в Гуйяне, стал бронзовым призёром Азиатских игр в Инчхоне, уступив в полуфинале местному корейскому боксёру Син Джон Хуну.

### Профессиональная карьера
Когда стало известно, что на Олимпийские игры 2016 года в Рио-де-Жанейро в первом наилегчайшем весе квалифицировался Рохен Ладон, Марк Баррига принял решение покинуть расположение филиппинской сборной и в июле 2016 года благополучно дебютировал на профессиональном уровне.
В течение двух лет одержал девять побед, в том числе завоевал вакантный титул интернационального чемпиона в минимальном весе по версии Всемирной боксёрской организации (WBO).
Поднявшись в рейтингах, в 2018 году  Баррига удостоился права оспорить титул чемпиона мира в минимальном весе по версии Международной боксёрской федерации (IBF), который на тот момент принадлежал японцу Хирото Кёгути (10-0). Однако Кёгути решил подняться в первую наилегчайшую весовую категорию, и ставший вакантным титул в минимальной категории был разыгран между Марком Барригой и американцем Карлосом Ликоной (13-0). Противостояние между двумя боксёрами состоялось в США в андеркарде боя «Деонтей Уайлдер — Тайсон Фьюри» и продлилось все отведённые 12 раундов — в итоге судьи раздельным решением отдали победу Ликоне, и Баррига таким образом потерпел первое в профессиональной карьере поражение.